# 日本アイ・ビー・エム野洲硬式野球部
日本アイ・ビー・エム野洲硬式野球部（にほんアイ・ビー・エムやすこうしきやきゅうぶ）は、滋賀県野洲郡野洲町に本拠地を置き、日本野球連盟に加盟していた社会人野球の企業チームである。一般的には日本IBM野洲と表記されていた。2003年シーズン途中から休部し、2008年に解散した。
運営母体は、日本アイ・ビー・エム。

## 概要
1980年秋、日本アイ・ビー・エムでは東京チームに次いで野洲工場で『日本アイ・ビー・エム野洲硬式野球部』として設立。
滋賀県では東洋レーヨンが戦後活躍した時期があったが、活動を停止してから県内に目立った力を有する企業チームはなかったが、チーム設立から5シーズン目の1984年には日本選手権に、8シーズン目の1987年には都市対抗野球に初出場を果たすなど、県内では際立つ力を保持していた。しかし、全国大会出場のためには京都府の企業チームに打ち勝つ必要があり、都市対抗は4回、日本選手権は8回の出場にとどまった。
2002年11月、翌2003年の都市対抗野球終了をもって休部することが発表され、2003年は都市対抗野球の京滋奈兵2次予選で敗退となり活動を休止した。
その後、2005年に野洲工場が京セラに売却されて復活が不可能になり、2008年6月24日付けで日本野球連盟から正式に解散が公示され、廃部となった。

## 沿革
- 1980年 - 『日本アイ・ビー・エム野洲』として創部。
- 1984年 - 日本選手権に初出場（初戦敗退）。
- 1987年 - 都市対抗野球に初出場（初戦敗退）。
- 2003年 - 都市対抗野球の2次予選敗退をもって休部。
- 2008年 - 解散。

## 主な大会の出場歴・最高成績
- 都市対抗野球大会 - 出場4回
- 社会人野球日本選手権大会 - 出場8回、4強2回（1995,99年）
- JABA岡山大会 - 優勝1回（2002年）
- JABA広島大会 - 優勝1回（2001年）
- JABA伊勢大会 - 優勝1回（1987年）

## 主な出身プロ野球選手
- 長坂健冶（捕手） - 2001年ドラフト8位で大阪近鉄バファローズに入団
- 中村泰広（投手） - 2002年ドラフト4位で阪神タイガースに入団
- 竹岡和宏（投手） - 退団後、中山硬式野球クラブ、米・独立リーグのセントポール・セインツを経て、2003年ドラフト8位で福岡ダイエーホークスに入団

## 元プロ野球選手の競技者登録
- 萩原誠（元：阪神タイガース、大阪近鉄バファローズ） - 内野手→退団